# Ysaÿe le Triste

Ysaÿe le Triste est un roman arthurien anonyme tardif du début du XVe siècle, écrit en picard. Il raconte l'histoire du fils de Tristan et Yseut, Ysaye le Triste. Il a été imprimé quatre fois au XVIe siècle. Il n'en reste désormais plus que deux manuscrits, l'un à la bibliothèque de Hesse, l'autre à la bibliothèque ducale de Gotha.

## Histoire
À l'âge de vingt ans, Ysaye a un fils, Marcq l'Essilié, qui devient chevalier. Marcq épouse une musulmane convertie, et a des jumeaux d'une autre femme. Les héros sont accompagnés du nain Tronc, qui devient par la suite un beau jeune homme.